# Sven Lundberg (VA-ingenjör)
För andra betydelser, se Sven Lundberg.
Sven Harald Lundberg, född 14 juni 1891 i Katarina församling i Stockholm, död 10 maj 1964 i Harbonäs säteri i Harbo församling i Västmanlands län, var en svensk ingenjör och uppfinnare.
Sven Lundberg var son till direktören Johan Lundberg och Emma Schöldström. Han avlade studentexamen 1911, blev underlöjtnant i fortifikationen 1913 och löjtnant 1917. Efter studier på Kungliga Tekniska Högskolan (KTH) tog han examen som civilingenjör 1918. Han blev kapten vid Väg- och vattenbyggnadskåren 1930 och var byråingenjör vid VV-styrelsen. Han var innehavare av Harbonästorken försäljnings AB från 1957 och Harbonäs säteri från 1922.
Han uppfann metod att av havsvatten framställa råmaterial för tillverkning av magnesium 1938, självresande, osänkbar livbåt 1939, "Stålbryn-jan" för bildäck 1942, "Trafikögon" 1949, "Harbonästorken" för torkning av spannmål och virke 1957. Han var riddare av Vasaorden (RVO).
Sven Lundberg gifte sig 1921 med Märtha Edgren (1889–1984), dotter till kantor Emil Edgren och Altea Engström. De fick dottern Kerstin (född 1922), som gifte sig med Lars Axelson och övertog säteriet Harbonäs.
Sven Lundberg är gravsatt på Norra begravningsplatsen utanför Stockholm.